# بام
پشت‌بام، بام یا سقف (به انگلیسی: roof) پوشش بالایی یک ساختمان است که شامل کلیه مصالح و سازه‌های لازم برای حمایت از آن بر روی دیوارهای ساختمان یا روی ستون‌ها می‌باشد و از آن در برابر باران، برف، نور خورشید، سرما و گرما و باد محافظت می‌کند.
بام یکی از حیاتی‌ترین اجزای ساختمان است. بام‌ها یکی از منابع اصلی دعاوی ساختمانی و شکایات مالکان ساختمان است. یک تخمین نشان می‌دهد که منشأ تقریباً ۶۵٪ از کل شکایت‌هایی که علیه معماران مطرح می‌شود، مشکلات مربوط به سقف یا بام است. دلیل اصلی این امر، شدت تخریب فیزیکی و شیمیایی ناشی از تشعشعات خورشیدی، آب باران، برف، تگرگ و طوفان و باد است که یک سقف در معرض آن قرار می‌گیرد. دلیل دیگر پیچیدگی روزافزون ساختمان‌های معاصر و به‌ویژه سقف‌های معاصر است.

## بام کم‌شیب و بام شیب‌دار
سقف‌ها را می‌توان با مواد مختلفی پوشاند. این مواد را می‌توان به راحتی به دو گروه طبقه‌بندی کرد: موادی که برای سقف‌های شیب‌دار مناسب هستند و موادی که برای سقف‌های با شیب کم یا تقریباً مسطح مناسب هستند. توجه به این تمایز بسیار مهم است: یک سقف شیب‌دار به سرعت آب را تخلیه می‌کند و به باد و نیروی جاذبه فرصت کمی برای فشار دادن یا کشیدن آب از درون مواد سقف می‌دهد؛ بنابراین، سقف‌های شیب‌دار را می‌توان با موادی پوشاند که در واحدهای کوچک و روی هم پوشانده می‌شوند؛ مانند توفال‌هاب چوبی، سنگی یا کامپوزیتی، کاشی‌هایی از خاک رس پخته شده یا بتنی یا حتی دسته‌هایی از نی، برگ‌ها یا علف‌ها که محکم پیچیده شده‌اند.
چندین مزیت برای این مواد و سقف‌های شیب‌دار وجود دارد: اکثر آنها ارزان هستند. واحدهای کوچک و مجزا به راحتی قابل حمل و نصب هستند. تعمیر آسیب به سقف آسان است. اثرات انبساط و انقباض حرارتی و حرکات در سازه‌ای که سقف را نگه می‌دارد، به دلیل امکان حرکت واحدهای کوچک سقف به حداقل می‌رسد. بخار آب به راحتی از داخل ساختمان از درون درز کاشی‌ها یا اجزای سقف خارج می‌شود. علاوه بر همه این موارد، سقف شیب‌داری که از مواد مناسب ساخته شده و با مهارت چیده شده‌است، می‌تواند بسیار چشم‌نواز باشد. سقف‌های کم شیب هیچ‌کدام از این مزایا را ندارند. آب نسبتاً آهسته از سطوح خارج می‌شود و اشتباهات کوچک در طراحی یا ساخت می‌تواند باعث ایجاد گودال‌های آب راکد شود. غشاهایی که سقف‌های کم‌شیب را می‌پوشانند باید کاملاً ضدآب باشند. حتی سوراخ‌های بسیار کوچک، پارگی‌ها یا شکاف‌های درزها، ناشی از نقص در ساخت‌و ساز، سایش و پارگی فیزیکی، یا حرکات در ساختار ساختمان، می‌تواند به آب اجازه ورود به سازه ساختمان و فضای داخلی آن را بدهد و نتایج بالقوه فاجعه‌باری را به همراه داشته باشد. فشار بخار آب از داخل ساختمان می‌تواند باعث تاول زدن و پاره شدن غشا شود. اما سقف‌های با شیب کم مزایای مهمی نیز دارند: سقف کم‌شیب می‌تواند ساختمانی با هر بعد افقی را بپوشاند، در حالی که سقف شیب‌دار زمانی که در ساختمان‌های بسیار وسیع استفاده می‌شود به‌طور غیراقتصادی بلند می‌شود. یک ساختمان با سقف کم‌شیب هندسه بسیار ساده‌تری دارد که اغلب هزینه ساخت آن کمتر است. سقف‌های با شیب‌کم، در صورتی که دارای جزئیات مناسب باشند، می‌توانند به عنوان بالکن، کف، پاسیو و حتی باغ یا پارک‌های محوطه‌سازی‌شده نیز عمل کنند.
شیب سطح سقف به صورت عددی، به عنوان میزان خیز عمودی در یک فاصله افقی توصیف می‌شود. در ایالات متحده، شیب‌های سقف همیشه به صورت میزان صعود بر حسب اینچ در یک فاصله افقی ۱ فوتی (۱۲ اینچی) بیان می‌شود، مانند: ۱/۴:۱۲، ۳:۱۲، ۶:۱۲ و غیره. در سیستم متریک شیب سقف معمولاً به صورت درصد یا درجه بیان می‌شود. سقف کم‌شیب به سقفی گفته می‌شود که شیب کمتر از ۳:۱۲ (شیب ۲۵٪) و بیشتر از ۱/۴:۱۲ (شیب ۲٪) داشته باشد. ساخت سقف کاملاً مسطح طبق قوانین ساختمانی مجاز نیست. سقف شیب‌دار به سقفی گفته می‌شود که شیب آن بیشتر یا مساوی ۳:۱۲ (شیب ۲۵٪) باشد.

### بام کم‌شیب
سقف‌هایی که از نظر شیب نزدیک به افقی هستند، یعنی شیبی کمتر از ۳:۱۲ تا ۲:۱۲ دارند، به عنوان سقف‌های کم شیب (یا اغلب به صورت نادرست)، به عنوان «سقف‌های مسطح» شناخته می‌شوند.
سقف‌ها از چندین بخش وابسته تشکیل شده‌اند: عرشه سقف، سطح سازه‌ای است که سقف را پشتیبانی می‌کند. عایق حرارتی برای کند کردن عبور گرما به داخل و خارج ساختمان نصب می‌شود. یک مانع هوا (air barrier) نشت هوا را از درون مجموعه سقف محدود می‌کند و یک کندکننده بخار (vapor retarder) که در آب و هوای سردتر یا هنگام محصور کردن فضاهای مرطوب استفاده می‌شود، از میعان شدن بخار آب در داخل آن جلوگیری می‌کند. غشای سقف ورق‌هایی از مواد غیرقابل نفوذ است که از ورود آب به داخل ساختمان جلوگیری می‌کند. لایه‌های اضافی در داخل مجموعه ممکن است مقاومت در برابر آتش را افزایش دهند. اجزای زهکشی، مانند کفشورهای سقف، ناودانی‌ها و آبریزها، آبی که بر روی غشاء جاری می‌شود را حذف می‌کنند. در اطراف لبه‌های غشا و هر جا که لوله‌ها، دریچه‌ها، درزهای انبساط یا دریچه‌های سقف به آن نفوذ کنند، فلاشینگ‌ها (flashing) و نبشی‌های فلزی خاصی برای جلوگیری از نفوذ آب طراحی و نصب می‌شود.
سقف کم شیب یک سقف مقاوم در برابر آب است و از یک غشای سقف پیوسته بر روی سطح سقف نسبتاً صاف تشکیل شده‌است. اگرچه به‌طور کلی باید از ایجاد حوضچه آب اجتناب کرد، یک سقف با شیب کم باید برای عمق معینی از تجمع آب باران طراحی شود که ممکن است در صورت انسداد سیستم زهکشی سقف رخ دهد. عمق تجمع آب باران بر اساس هندسه سقف و طراحی سیستم زهکشی آن از پیش تعیین شده‌است؛ بنابراین غشای سقف در یک سقف با شیب کم باید به عنوان یک غشای ضدآب عمل کند و بتواند در برابر بار آب باران و نشت آب مقاومت کند تا زمانی که سیستم زهکشی بتواند دوباره کار کند. این دوره ممکن است از چند ساعت تا چند روز متغیر باشد.

#### عرشه بام
سازه عرشه و اعضای نگهدارنده آن باید به اندازه کافی محکم و سفت باشند تا بارهای باران و برف را تحمل کنند و همچنین در برابر نیروهای بالابر باد مقاوم باشند. خود عرشه، یا مواد عایق بالای آن، باید به سمت نقاط زهکشی شیب داشته باشند تا آب در بالای غشای سقف به‌طور مؤثر و قابل اطمینان تخلیه شود. معمولاً طبق قوانین ساختمانی و اکثر سازندگان غشا، سقف ساختمان‌های کم شیب باید حداقل ۲٪ شیب داشته باشند. اگر یک سقف با شیب کم به‌طور مؤثر زهکشی نشود، احتمال شکل‌گیری حوضچه‌هایی در آن وجود دارد، که در آن مناطق آب برای مدت طولانی ثابت می‌مانند. به جز غشاهای سقفی که مخصوصاً برای تحمل آب ساکن طراحی شده‌اند، این امر می‌تواند باعث خراب شدن غشا و افزایش احتمال نشتی شود. در سقف‌های پهناورتر، تجمع آب در نقاط کم‌عمق و بدون شیب یک نگرانی اصلی است. با عمیق شدن و افزایش وزن گودال‌ها، سازه ممکن است بیشتر منحرف شود و به تدریج آب بیشتری را جذب کند و سنگین و سنگین‌تر شود. اگر آب نتواند از این مناطق تخلیه شود و به تجمع ادامه دهد، بارگذاری بیش از حد و حتی فروپاشی سازه محتمل است.
اگر عرشه از نظر وسعت بزرگ باشد، سیستم سقف باید دارای اتصالات حرکتی کافی باشد تا از انبساط و انقباض در داخل عرشه و فشار بر غشای سقف جلوگیری شود. در جایی که اتصالات جداسازی ساختمان در سازه ساختمان قرار دارد، این اتصالات باید از درون سیستم غشایی سقف نیز عبور کنند. در مواردی که چنین اتصالاتی ساخته نمی‌شود یا برای برآوردن نیازهای غشاء خیلی از هم فاصله دارند، می‌توان از تقسیم‌کننده‌های ناحیه‌ای (area dividers) که بسیار شبیه درزهای جداکننده ساختمان هستند اما زیر سطح عرشه سقف امتداد نمی‌یابند، استفاده کرد.

#### عایق حرارتی

##### مکان‌های عایق‌کاری برای سقف‌های کم‌شیب

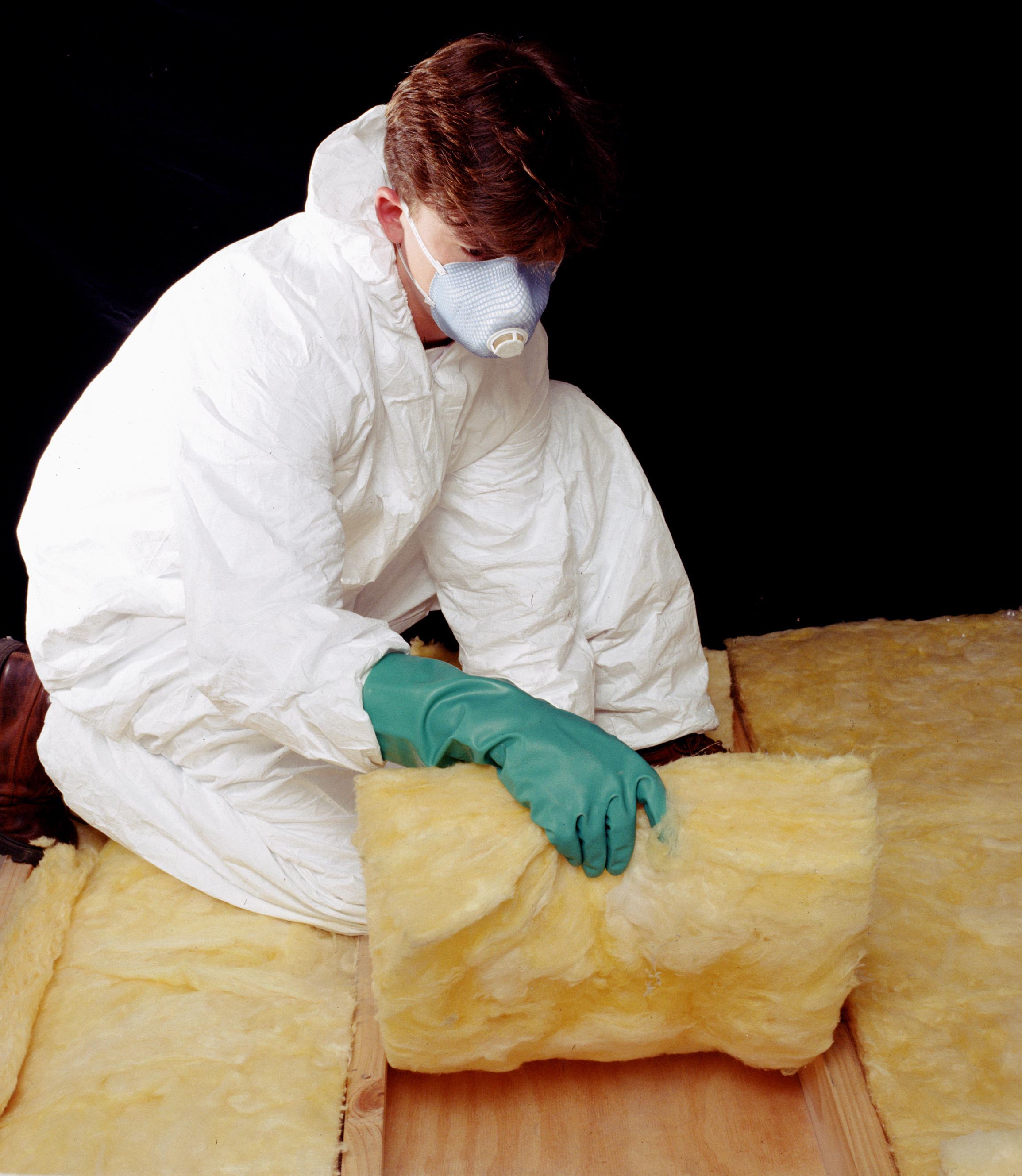
نصب عایق پشم شیشه در روی فضای سقف.

در زیر عرشه سقف‌های چوبی، می‌توان رول‌های پشم‌شیشه یا الیاف معدنی را بین اعضای قاب نصب کرد. از آنجایی که این نوع عایق‌ها در برابر جریان هوا قابل نفوذ هستند، معمولاً بالای عایق یک فضای هوایی تهویه شده به بیرون مورد نیاز است. این فضا اجازه می‌دهد تا بخار آبی که ممکن است از داخل فضای زیرین نفوذ کند پخش شود و از تراکم بیش از حد در سطح زیرین عرشه جلوگیری می‌کند. عایق‌های رولی پشم شیشه یا پشم‌های معدنی مقرون به صرفه بوده و در حالت کلی بدون مشکل نصب می‌شوند.

##### مواد عایق صلب برای سقف‌های کم شیب
هنگامی که مواد عایق در بالای عرشه سقف قرار می‌گیرند، نه تنها باید مقاومت حرارتی خوبی داشته باشند بلکه باید در برابر وزن موادی که در بالای آنها قرار می‌گیرد نیز مقاومت کنند. این بارها شامل بارهای تحمیل شده توسط باد، باران و برف؛ و فشارهای ناشی از رفت و آمد بر روی آن می‌شود. اگر این عایق‌ها بخشی از یک سیستم اعمال-گرم باشند، نباید هنگام قرار گرفتن در معرض آسفالت داغ ذوب شود یا در معرض شعله باز، آتش بگیرد. و اگر بخشی از سقف غشایی محافظت شده باشد، باید در برابر رطوبت مقاوم باشند.
بتن عایق سبک (Lightweight insulating concrete) یک ماده عایق اقتصادی است که یک عرشه سقفی قابل میخ‌کوبی ایجاد می‌کند. چگالی این ماده که با سنگدانه‌های سبک‌وزن یا عوامل حباب‌زای هوا ساخته شده‌است، بین ۳۲۰ تا ۶۴۰ کیلوگرم بر متر مکعب است (در مقایسه چگالی بتن معمولی حدود ۲۳۲۰ کیلوگرم بر متر مکعب است).

### بام شیب‌دار
سقف شیب‌دار که سقف آبریز (به انگلیسی: water-shedding roof) نیز نامیده می‌شود، معمولاً از واحدهای سقفی کوچک جداگانه (توفال) تشکیل شده‌است که روی یکدیگر همپوشانی دارند. سطح سقف باید شیب‌دار باشد تا آب بر اثر نیروی جاذبه از سقف خارج شود. شیب باید نیروی گرانشی کافی برای غلبه بر نیروهای تولید شده توسط باد، فشار آب و اثر مویینگی ایجاد کند که ممکن است آب را از شیب بین توفال‌های مجاور بالا برده و باعث نشت سقف شود.
پوشش دوگانه در توفال و همپوشانی کافی برای جلوگیری از نشتی سقف ضروری است. میزان تخلیه آب از پشت بام نه تنها در خشک نگه داشتن سقف و فضای داخلی ساختمان بسیار مهم است، بلکه یکی از مهم‌ترین عوامل در ایجاد دوام سقف نیز می‌باشد. داده‌های بلندمدت کافی برای تأیید این موضوع وجود دارد که در شرایط کاملاً یکسان، دوام سقف مستقیماً با شیب سقف افزایش می‌یابد. سقف‌های شیب‌دار به‌طور کلی بیشتر از سقف‌های با شیب کم باقی می‌مانند.

## پایداری و سقف‌سازی

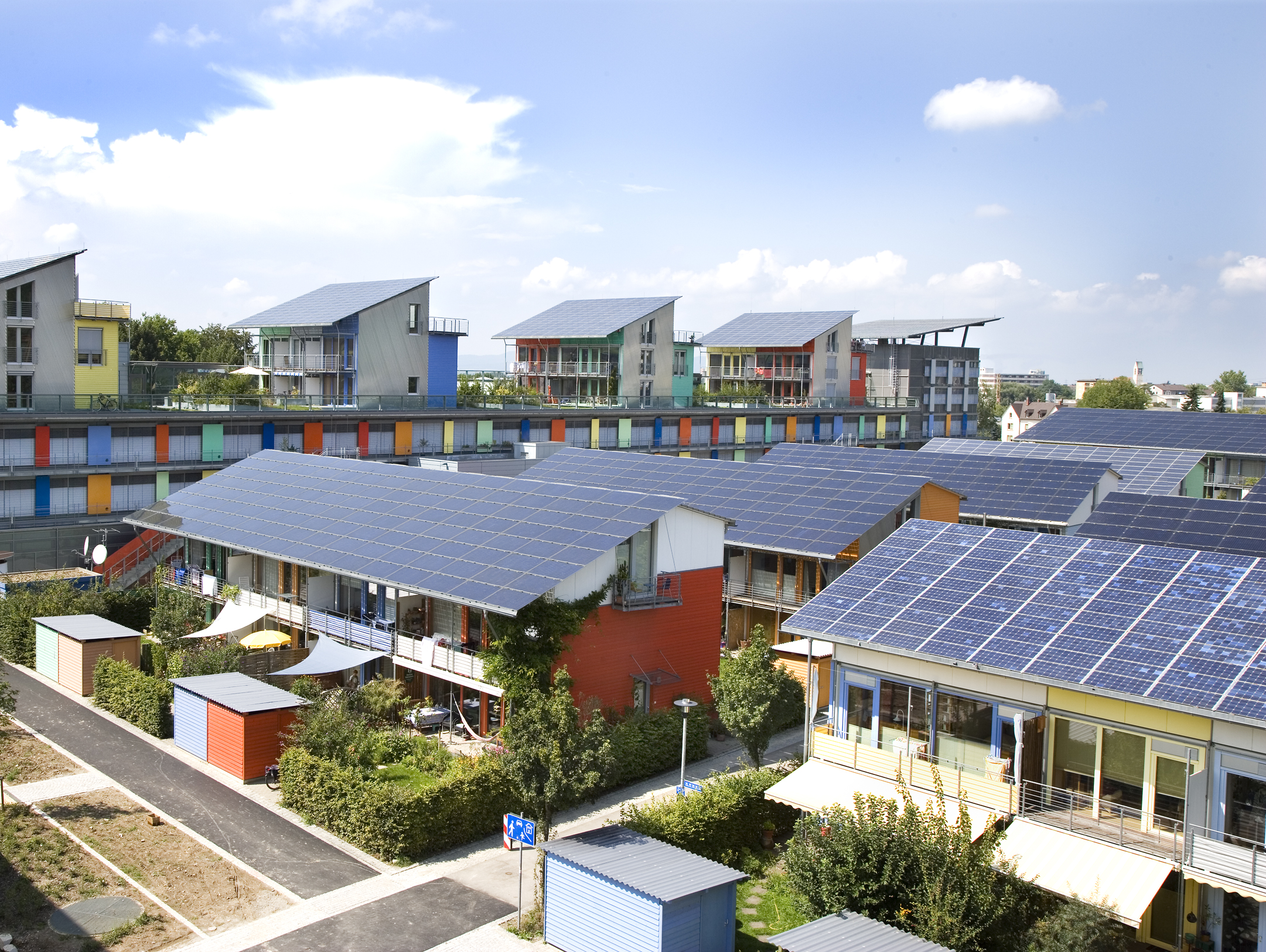
پنل‌های خورشیدی روی بام علاوه بر کاهش بار حرارتی ساختمان در تابستان با تولید برق نیازهای ساختمان به انرژی را کاهش می‌دهند.

پشت بام‌ها می‌توانند آب باران و برف ذوب شده را دریافت کرده و آنها را برای استفاده به عنوان آب خانگی، آب صنعتی یا آبیاری به یک مخزن یا حوضچه هدایت کنند. یک جلوآمدگی مناسب سقف می‌تواند پنجره‌های رو به جنوب را در مقابل آفتاب زیاد تابستان محافظت کرده و به نور گرمابخش خورشید در زمستان اجازه ورود دهد.
پوشش سقف با رنگ روشن، اگر تمیز نگه داشته شود، می‌تواند نیمی یا بیشتر از تابش خورشیدی را که به سطح آن برخورد می‌کند منعکس کند، آسایش ساکنین را بهبود بخشد و بار گرمایشی را در داخل ساختمان کاهش دهد. حتی مواد سقف تیره‌تر، زمانی که با رنگ‌های روشن‌تر پوشانده شوند، می‌توانند ۲۵٪ یا بیشتر از تابش خورشید را منعکس کنند. سقف‌های روشن و خنک می‌توانند هزینه‌ها و انرژی خنک‌سازی ساختمان‌ها را کاهش داده و عمر مصالح سقف را افزایش دهند. آنها همچنین جذب گرمای خورشیدی را کاهش داده و افزایش دمای هوا در مناطق با تراکم ساختمان بالا را کاهش می‌دهند، در نتیجه مشارکت غیرمستقیم ساختمان در مه دود، کاهش کیفیت هوا، ناراحتی‌های محیطی و سایر اثرات جزیره گرمایی را کاهش می‌دهند.
سطح سقف می‌تواند از کلکتورهای حرارتی خورشیدی که برای کاهش هزینه‌های گرمایش ساختمان یا مجموعه‌ای از ماژول‌های فتوولتائیک برای تأمین برق استفاده می‌شوند، پشتیبانی کند. انرژی الکتریکی برای مصارف ساختمانی را می‌توان از مواد فتوولتائیک لایه نازک که مستقیماً روی انواع پوشش‌های سقف معمولی لمینت شده‌اند تولید کرد.

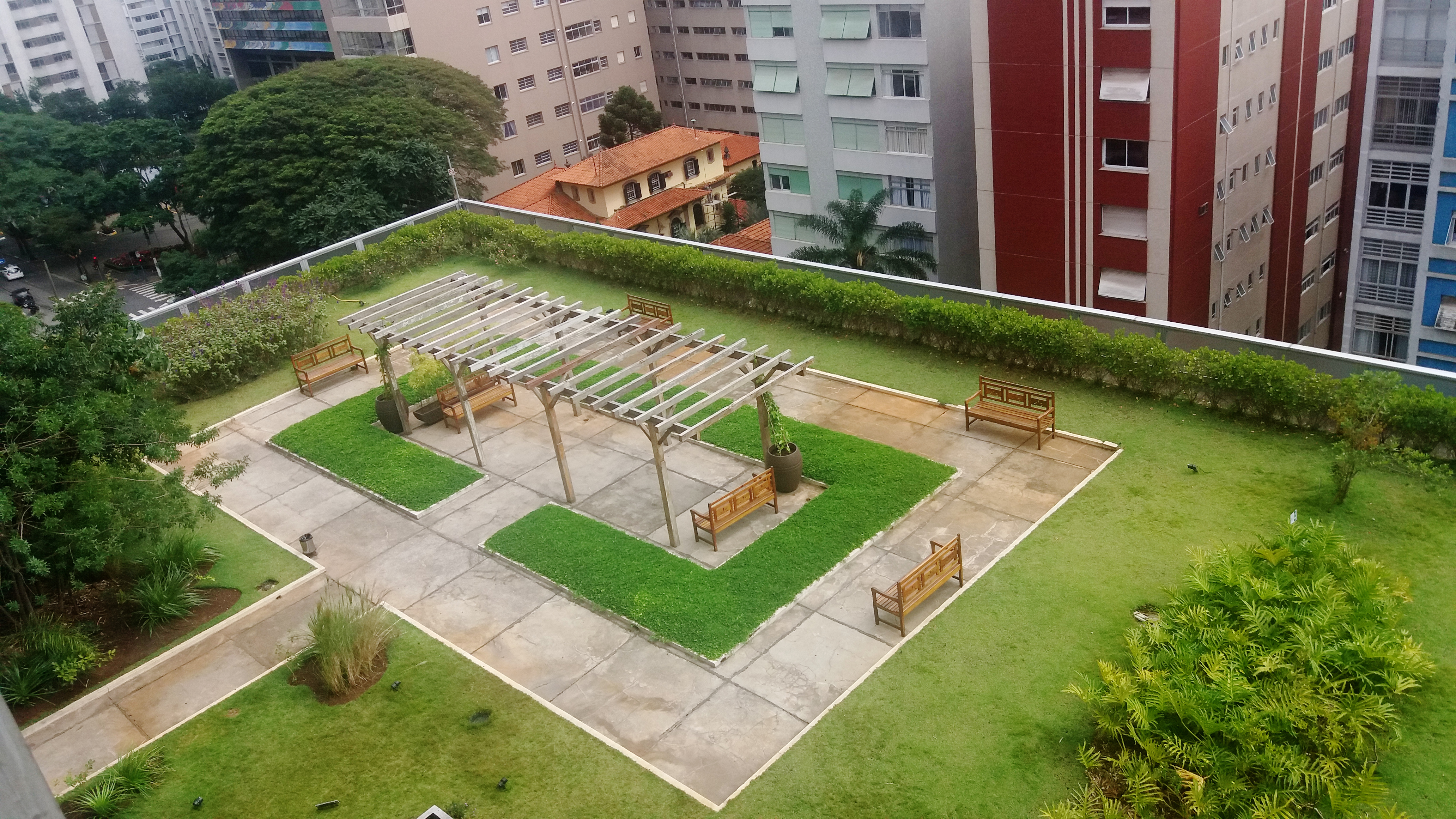
پشت بام‌های سبز می‌تواند به کاهش آلودگی هوا و همچنین بهبود منظره سقف‌ها کمک کند.

بام‌های سبز عمر مواد پوشش سقف را افزایش می‌دهند، نوسانات دمایی در مجموعه سقف را کاهش می‌دهند، شدت جریان آب باران از پشت بام را کاهش می‌دهند، برای پرندگان زیستگاه طبیعی فراهم می‌کنند و مناظر بام را بهبود می‌بخشند.
غشاهای سقف پوشیده شده با مواد فوتوکاتالیستی می‌توانند آلاینده‌های مختلف هوا را در حضور نور خورشید به مواد آلی بی‌ضرر تبدیل کنند. سپس باران، مواد آلی حاصل را از سقف می‌شوید.

### عملکرد انرژی
مواد عایق حرارتی در سقف‌ها و دیوارها ممکن است مقرون به صرفه‌ترین و کم هزینه‌ترین مواد حافظ کره زمین مورد استفاده در ساختمان‌ها باشند. آنها با تعدیل دمای تابشی سطوح داخلی، راحتی سرنشینان را افزایش می‌دهند. عایق‌های حرارتی نیاز به انرژی گرمایشی و سرمایشی را چندین برابر کاهش می‌دهند. آنها هزینه خود را از طریق صرفه‌جویی در انرژی، در مدت زمان بسیار کوتاهی پرداخت می‌کنند.

## نگارخانه

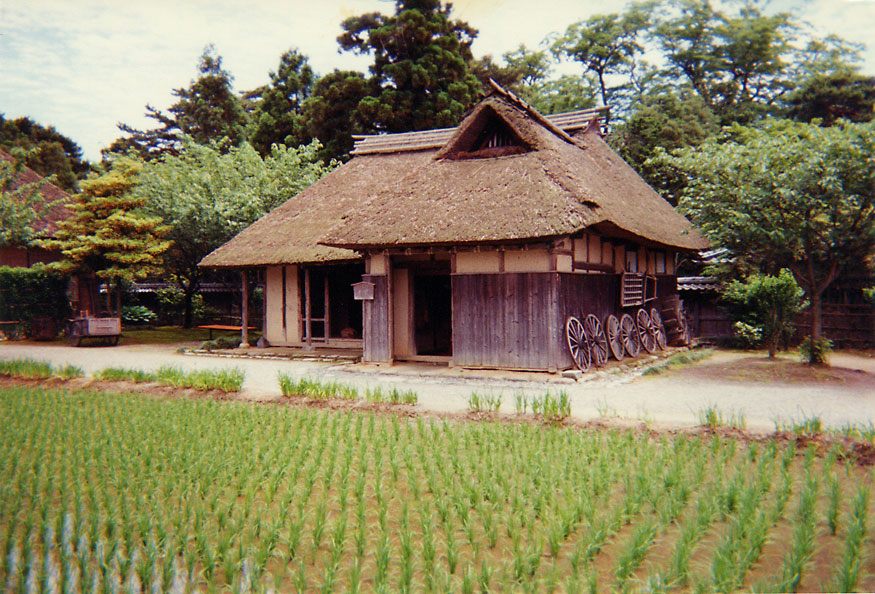
پوشش کاهگلی ساخته شده از کاه برنج در ژاپن
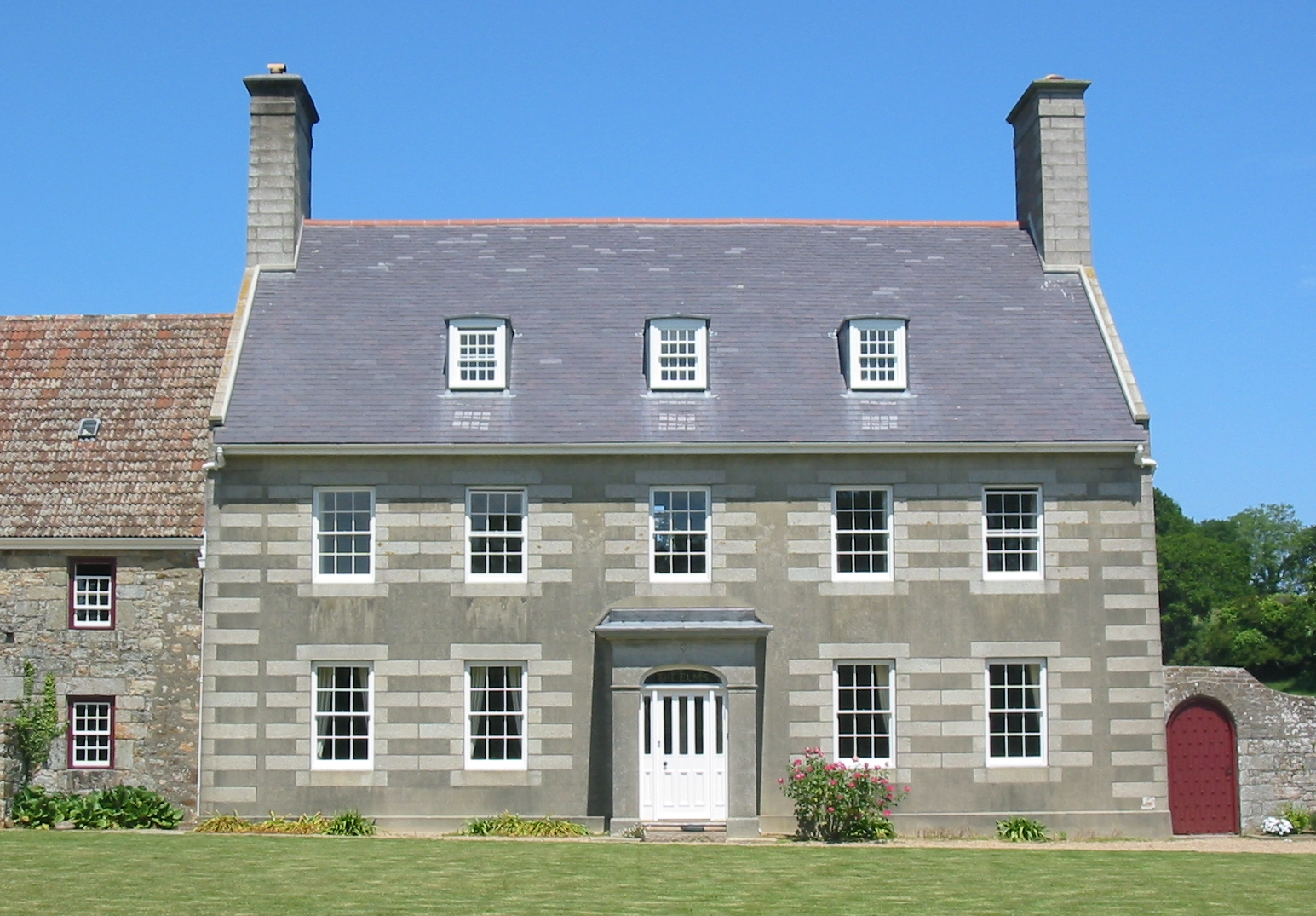
توفال‌های سنگی در انگلستان
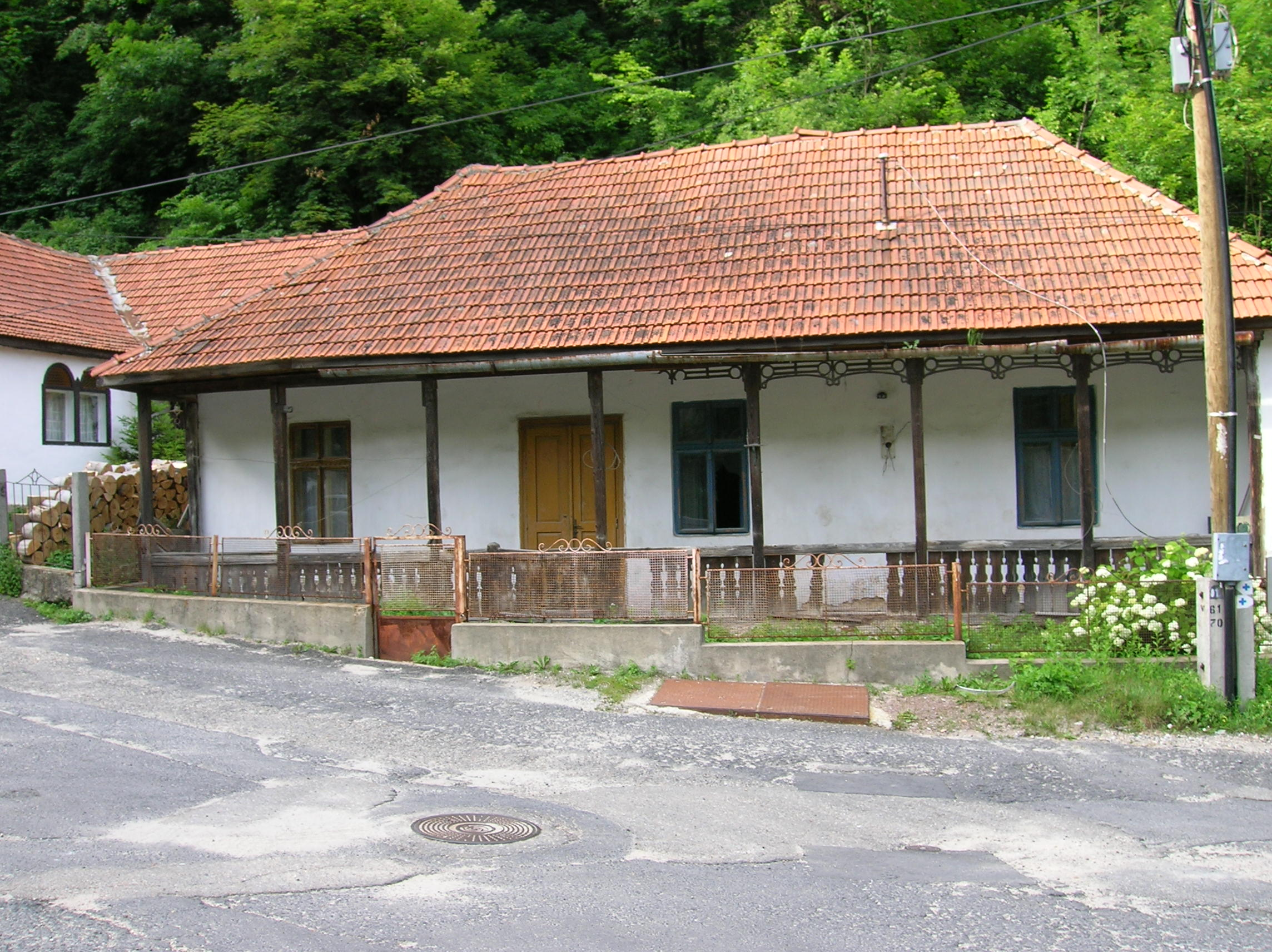
کاشی‌های سفالی در مجارستان
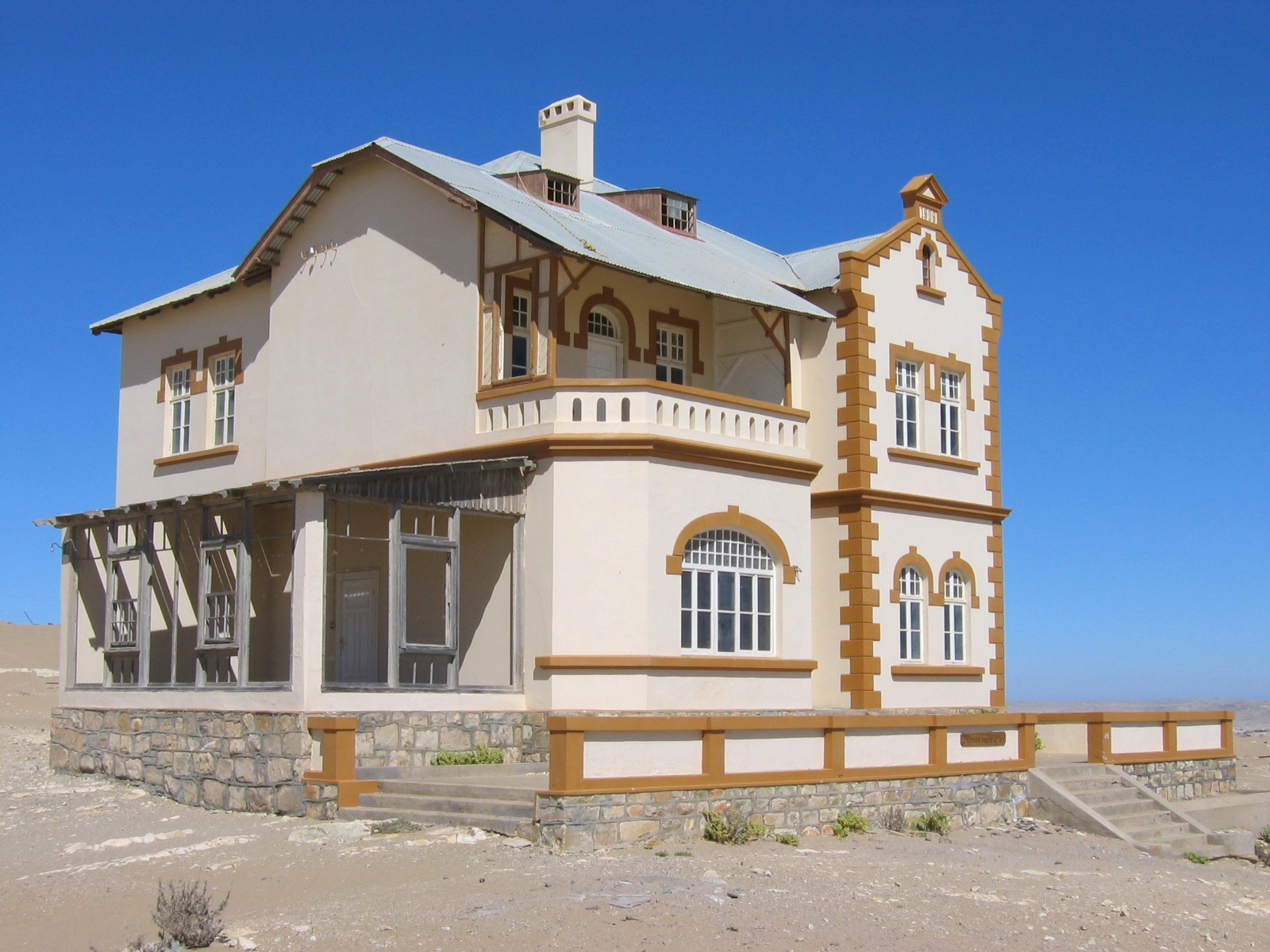
سقف فلزی یک خانه در نامیبیا
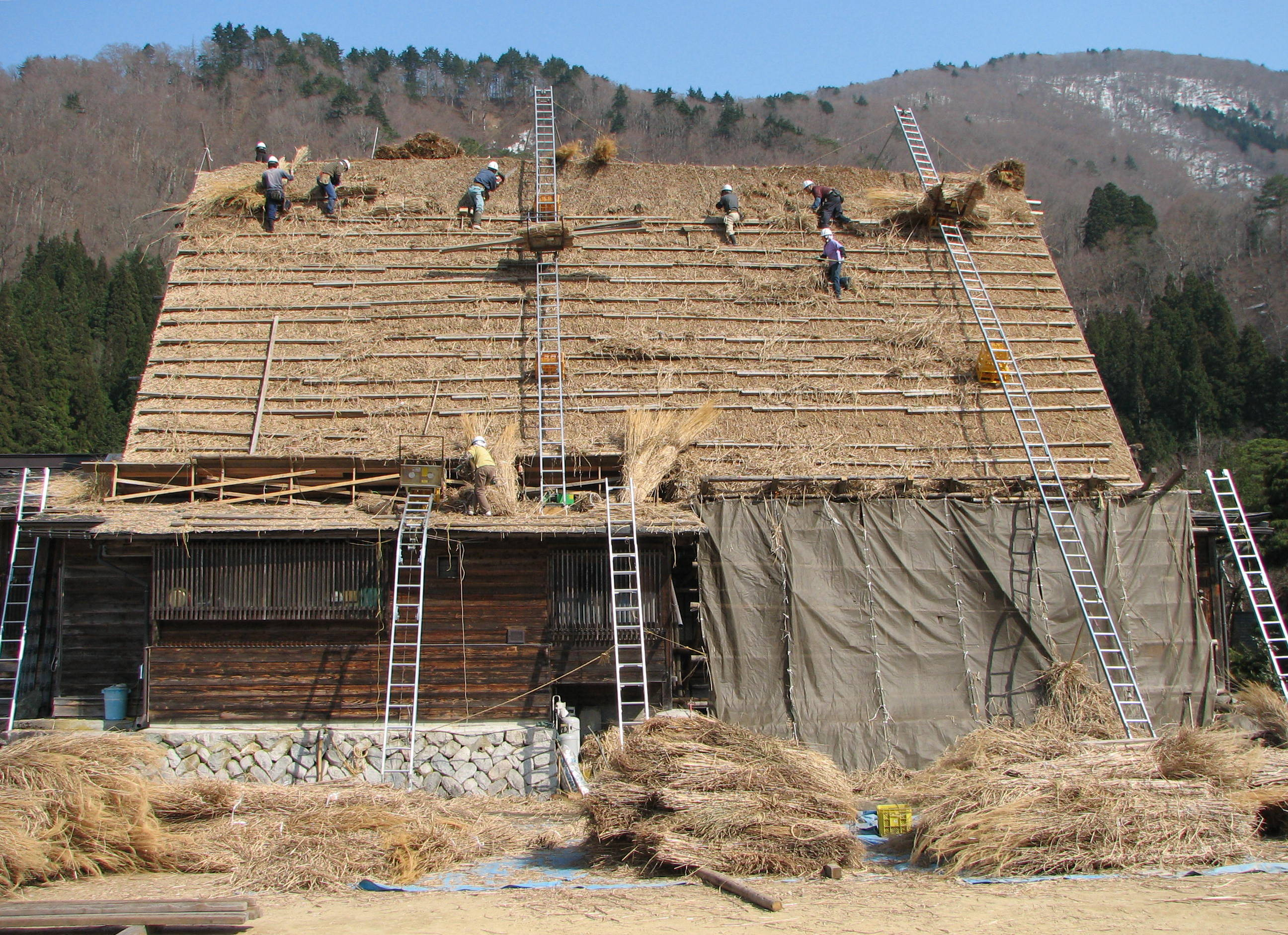
تعمیر سقف یک خانه مزرعه گاشو-زوکوری در ژاپن،
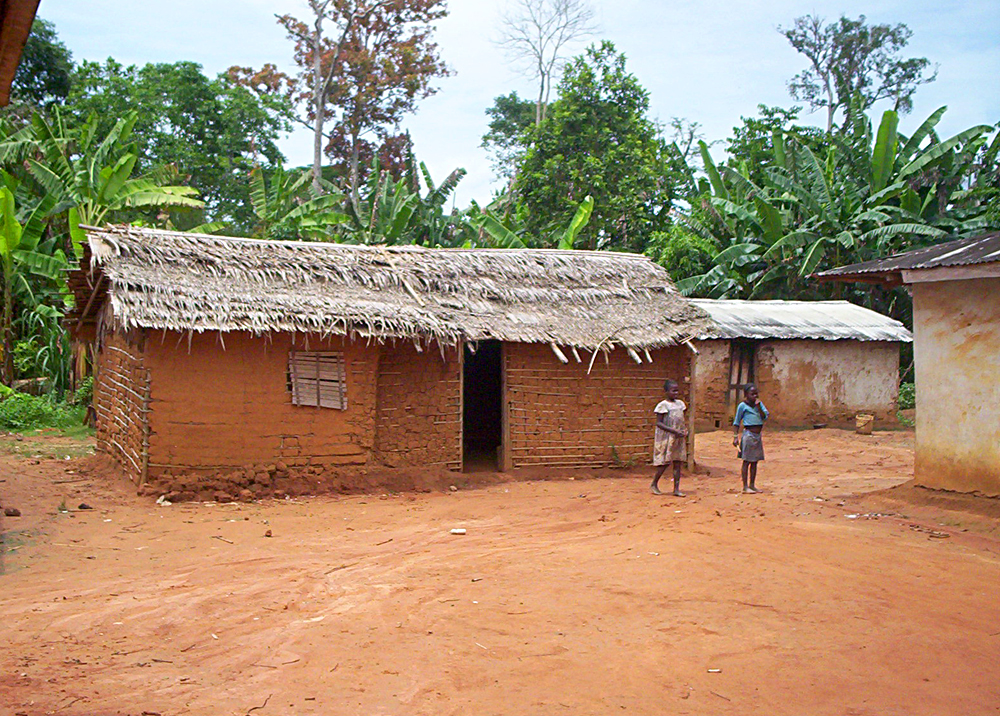
استفاده از برگ‌های درخت موز برای پوشش سقف در کامرون
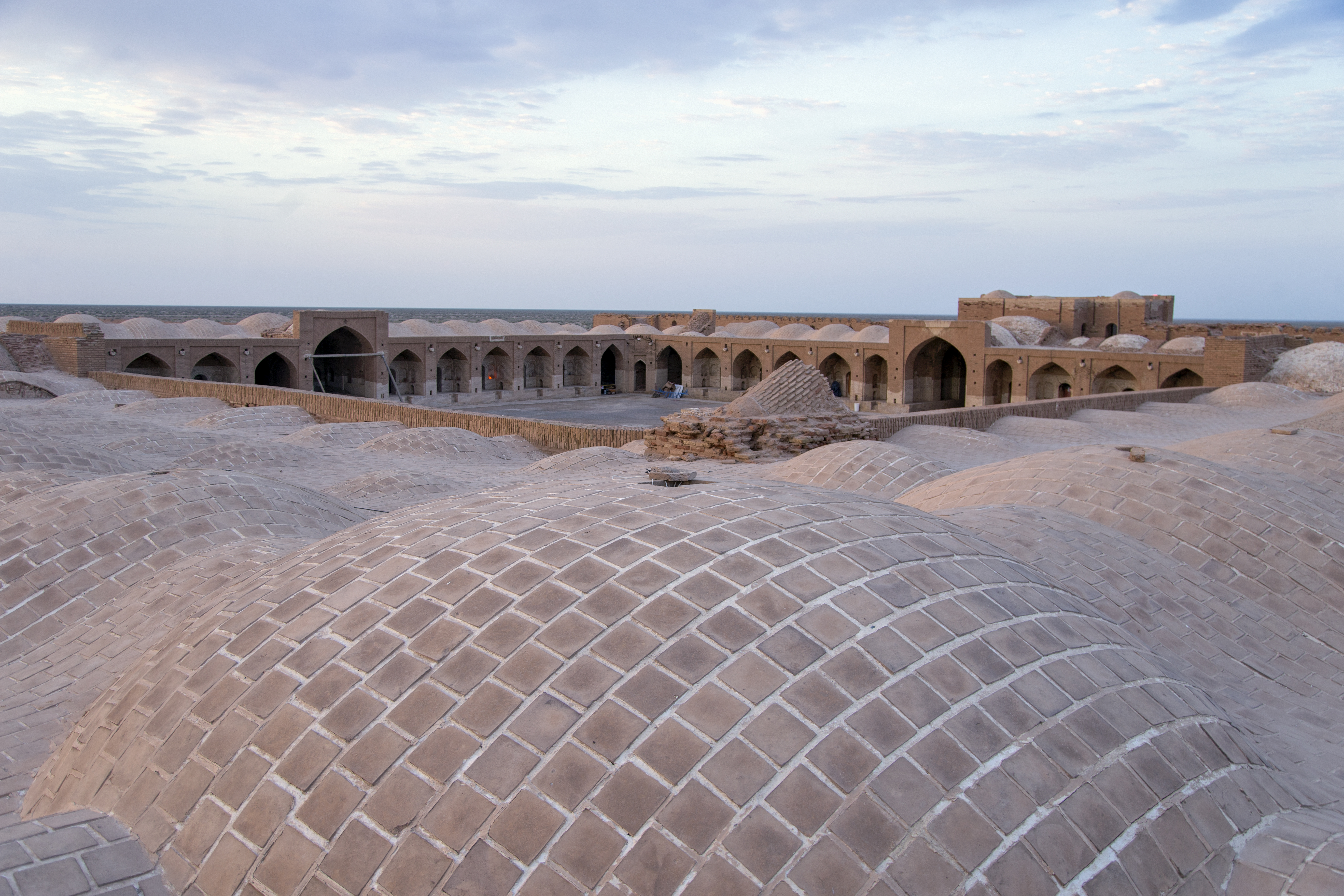
بام خشتی و آجری کاروانسرای دیرگچین در استان قم، ایران
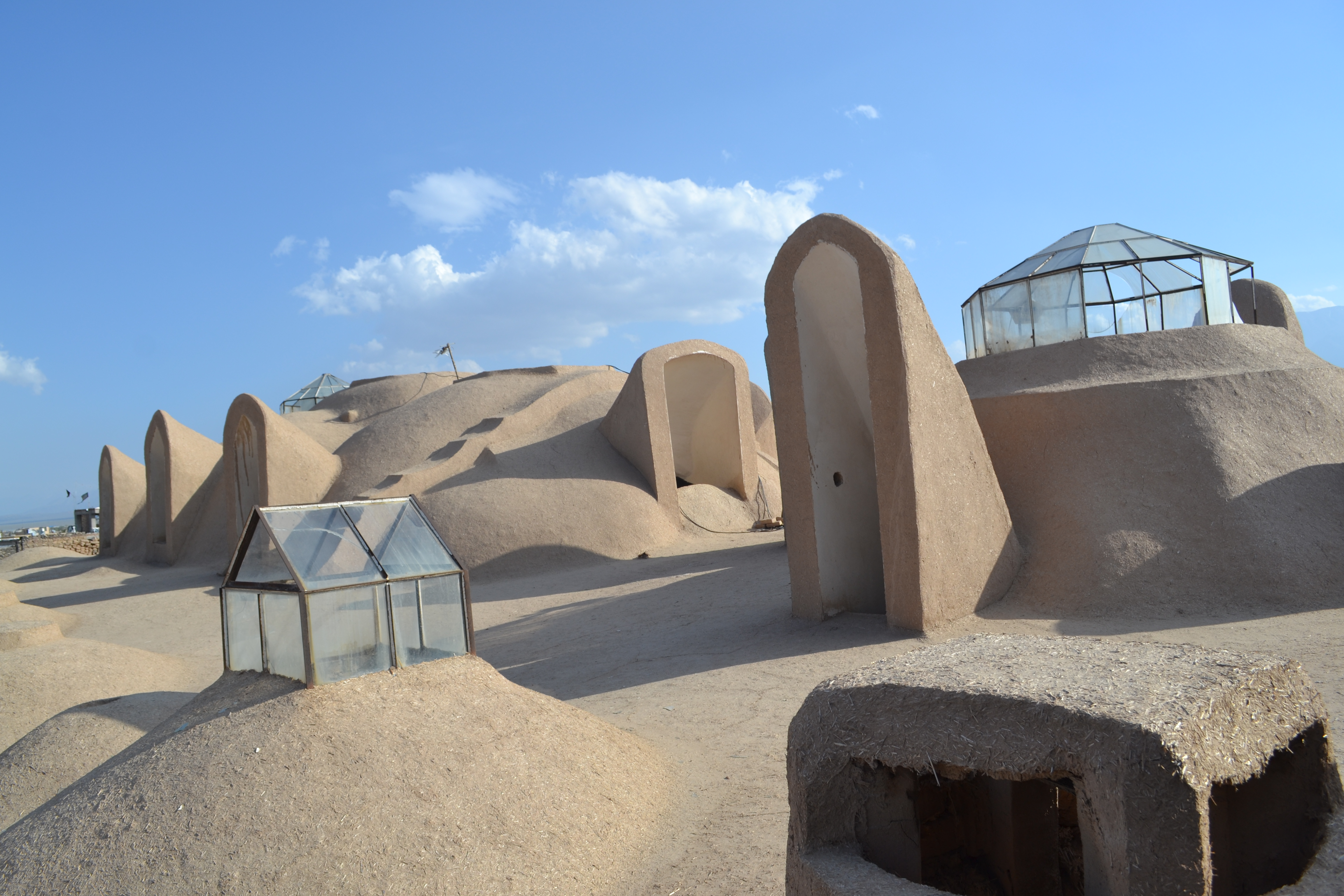
پشت بام تیمچه صباغ در کاشان
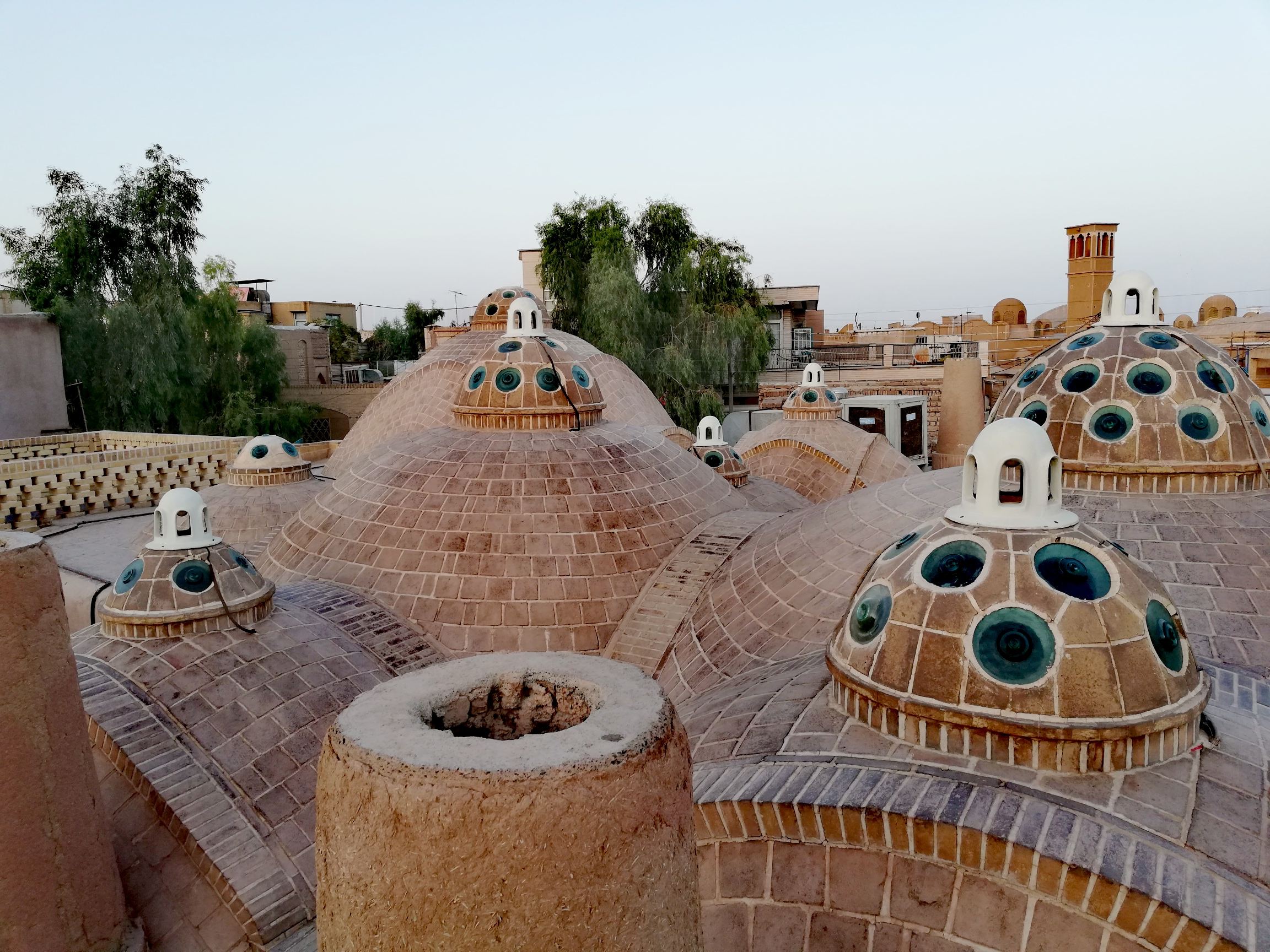
پشت بام گنبدی شکل حمام سلطان امیر احمد در کاشان
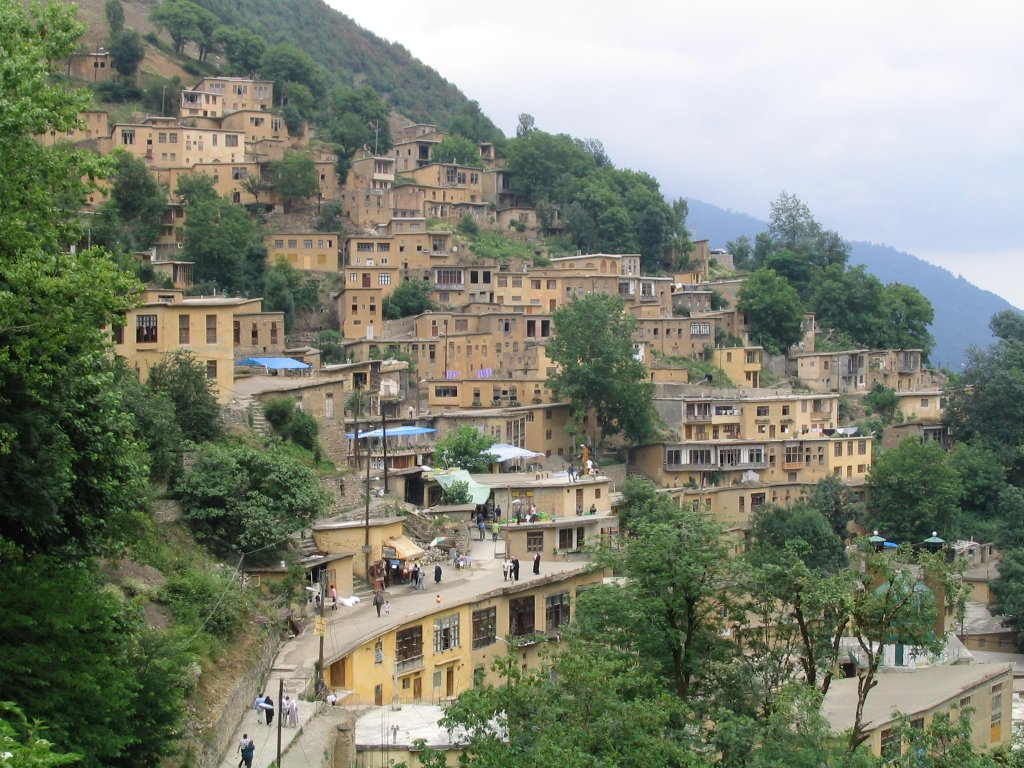
روستای توریستی ماسوله در گیلان که یکی از دلایل شهرتش کاربری پشت‌بام خانه‌های آن است.
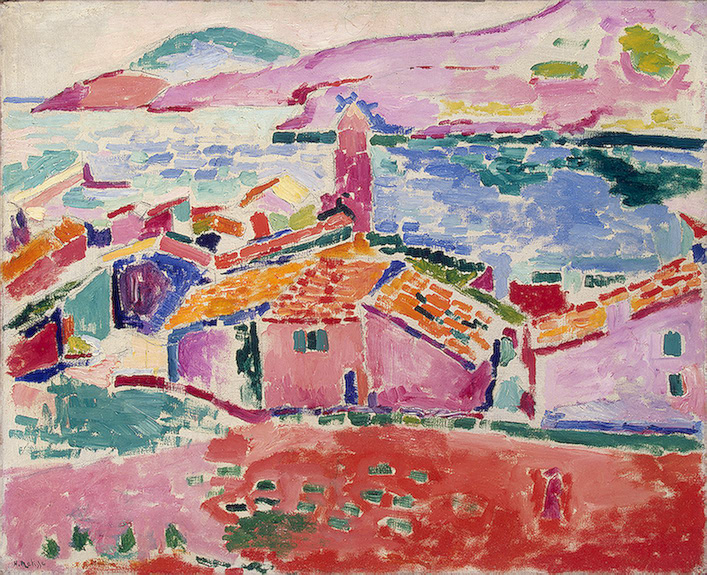
پشت‌بام‌های کولیور، اثر آنری ماتیس